# Nexta
Nexta (Eigenschreibweise NEXTA, von belarussisch Нехта, ausgesprochen Nechta, „Jemand“) ist ein Medienprojekt mit Sitz in Warschau, das den größten russischsprachigen Telegram-Kanal zur politischen Lage in Belarus betreibt.
NEXTA positioniert sich gegen das autoritär-diktatorische Regime Aljaksandr Lukaschenkas und verfügt über Kanäle auf YouTube als auch auf diversen sozialen Netzwerken. Im Zusammenhang mit den Ereignissen um die Präsidentschaftswahl im Jahr 2020 entwickelte sich Nexta zu einem der wichtigsten Informations- und Koordinationsmedien der belarussischen Protestbewegung. Während des Russischen Überfalls auf die Ukraine 2022 wurde Nexta zu einer wichtigen Informationsquelle für Nachrichten aus dem Konfliktgebiet.
Innerhalb nur einer Woche unmittelbar nach der Wahl vergrößerte Nexta Live seine Abonnentenzahl von 427.700 (9. August 2020) auf zeitweise 2,1 Millionen (16. August 2020). Die große Popularität wurde dadurch begünstigt, dass auch bei staatlich angeordneten Internetblockaden Nexta zeitweise die einzige funktionierende Informationsquelle blieb, da sich Telegram im Allgemeinen als weniger störanfällig erweist. Obwohl mit dem Rückgang der Proteste und der zunehmenden staatlichen Repressionen die Zahl der Abonnenten gesunken ist, bleibt Nexta Live der größte Telegram-Kanal zur politischen Lage in Belarus.

## Geschichte

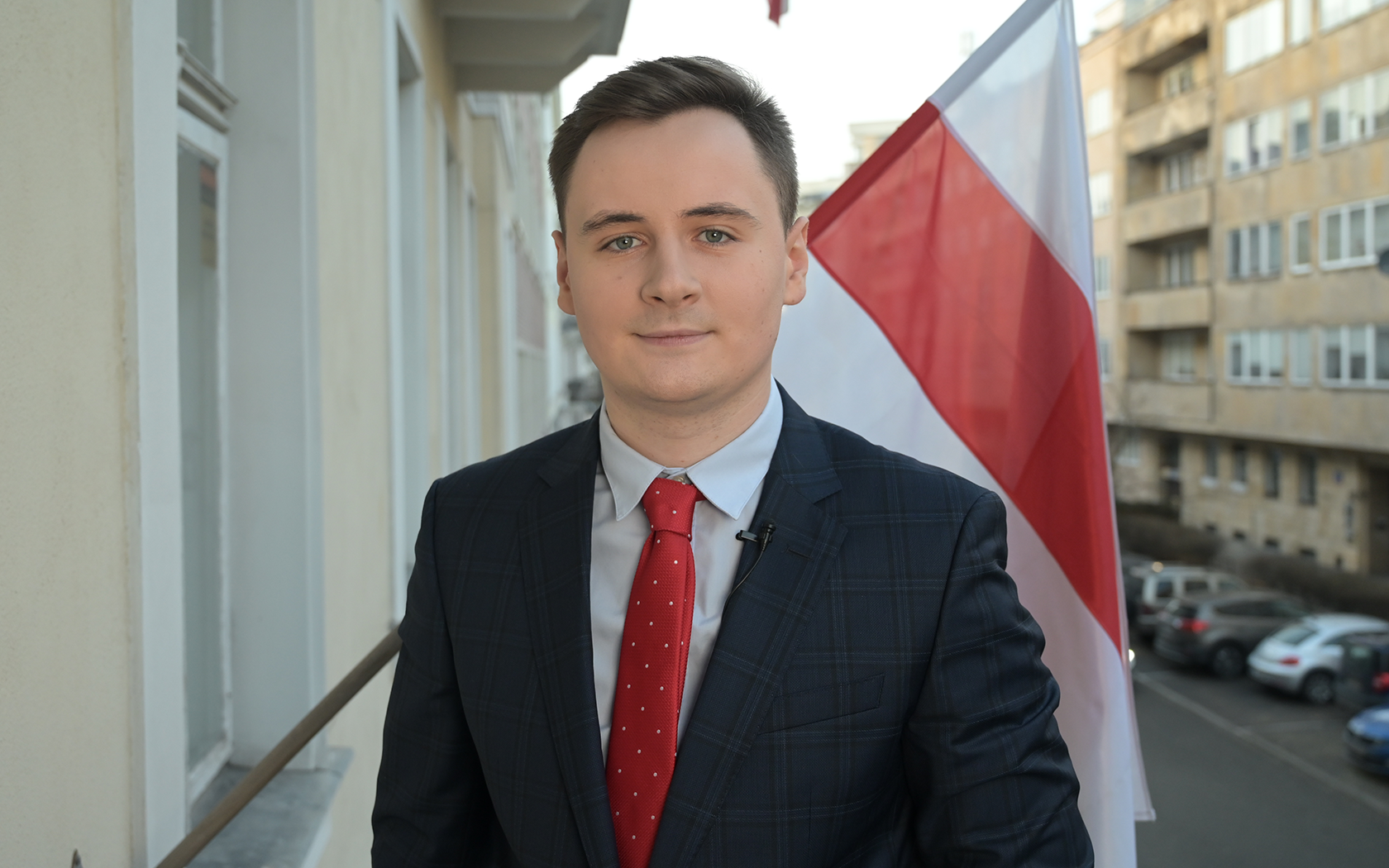
Nexta-Gründer Szjapan Puzila

Nexta ist eine Sammelbezeichnung für mehrere Medien. 2015 startete der damals 17-jährige Szjapan Puzila (Transkription aus dem Russischen: Stepan Putilo; Pseudonym: Svetlov) Nexta auf YouTube, ursprünglich als Musikkanal, jedoch von Anfang an im oppositionspolitischen Kontext. Seit 2018 führt er Nexta zusätzlich im Messengerdienst Telegram, bis mindestens 2019 in Alleinregie. Inzwischen arbeitet für Nexta ein mehrköpfiges Redaktionsteam in den Räumen des Belarussischen Hauses in Warschau. Viele der Redaktionsmitarbeiter werden aus Sicherheitsgründen nicht vollständig genannt.
Außerdem gehören Nexta Live, der Kanal mit der größten Reichweite, und der Satire-Kanal Luxta zum Netzwerk. Insgesamt zählte Nexta zeitweise mehr als 4 Mio. Abonnenten.
Vom Februar bis September 2020 war Raman Pratassewitsch Chefredakteur der Telegramkanäle. Sein Nachfolger wurde im Januar 2021 der University-College-London-Absolvent Tadeusz Giczan.
Am 8. März 2021 veröffentlichte Nexta auf YouTube einen Dokumentarfilm mit dem Titel „Lukaschenko. Die Goldgrube“, in denen es um persönliche Bereicherungsvorwürfe gegen den belarussischen Machthaber geht. Das Video wurde innerhalb weniger Tage 4 Millionen Mal aufgerufen, was einen Rekord für einen Staat mit 9,5 Millionen Einwohnern darstellt.

## Rolle in der Protestbewegung und Selbstverständnis
Aufgrund seiner Exilsituation ist Nexta auf Informationsquellen vor Ort angewiesen. In den meisten Fällen sind es Bild- und Videoeinsendungen von Protestteilnehmern bzw. -zeugen, die geprüft, redaktionell bearbeitet und gepostet werden. Dabei konnte der sorgfältige Faktencheck zum Teil aufgrund von Masse und Tempo an Material in den Hochphasen des Protests nicht immer gewährleistet werden. Neutralität der Berichterstattung wird nicht beansprucht.
Nexta sieht sich selbst jedoch nicht als rein journalistisches Medium. Dafür übernimmt er eine wichtige Funktion bei der Koordination der Proteste: Dort werden Zeiten, Mottos und Marschrouten für die großen Demonstrationen angesagt, Handlungsempfehlungen gegeben, Aktionspläne veröffentlicht, zu Streik aufgerufen, ebenso werden zahlreiche dezentrale Initiativen unterstützt.
Als eines seiner legitimen Kampfmittel betrachtet der bewusst gewaltfreie belarussische Protest die Dokumentation der vom Regime begangenen Gewaltverbrechen für die spätere juristische Aufarbeitung, speziell das Sammeln der Namen und Personendaten der Ausführenden der Staatsgewalt, die auf der Straße grundsätzlich mit bis auf Augenschlitze verhüllten Gesichtern operieren. Auch bei diesem Prozess der Deanonymisierung ist Nexta federführend.

## Verfolgung seitens der belarussischen Behörden
Im Exil wurden Puzila und Pratassewitsch seitens der belarussischen Behörden Organisation der Massenunruhen und Volksverhetzung inkriminiert. Im Herbst 2020 wurden Puzila und Pratassewitsch von der belarussischen Regierung als Terroristen eingestuft – als erste Belarussen überhaupt. Die Menschenrechtsorganisation Amnesty International bezeichnete ebenjene Einstufung der Blogger als „willkürlich“ und erklärte, die Entscheidung der belarussischen Behörden sei allein auf die journalistische Arbeit von Puzila und Pratassewitsch zurückzuführen.
Am 20. Oktober 2020 erklärte das zentrale Bezirksgericht von Minsk den Telegram-Kanal Nexta Live und sein Logo zum „extremistischen Material“, was bedeutet, dass seine Verbreitung mit einer 30-tägigen Haftstrafe geahndet werden kann. Seit dem 29. Oktober 2021 gelten die drei Telegram-Kanäle als „extremistische Organisationen“, weswegen den involvierten Personen in Belarus bis zu sieben Jahren Haft drohen.
Am 23. Mai 2021 wurde Raman Pratassewitsch und seine Freundin Sofja Sapega auf dem Flughafen Minsk verhaftet. Sie waren an Bord des internationalen Linienflugs Ryanair-Flug 4978 von Athen nach Vilnius, das Flugzeug wurde jedoch aufgrund einer von belarussischen Behörden erfundenen Bombendrohung nach Minsk umgeleitet. Der Vorfall führte zu starken internationalen Protesten.
Am 26. Januar 2022 erklärte das Warschauer Bezirksgericht, dass die Auslieferung Puzilas an Belarus „rechtlich unzulässig“ sei. Das belarussische Außenministerium hatte bereits im November 2020 Puzilas Auslieferung beantragt. Der Richter Dariusz Łubowski kommentierte die Entscheidung mit den Worten: „Dieses Land verlangt die Auslieferung eines völlig unschuldigen Bürgers, nur weil er andere Ansichten hat als ein psychopathische Diktator – ein Diktator, der von keinem zivilisierten Staat anerkannt wird.“ Daraufhin leitete die Generalstaatsanwaltschaft von Belarus ein Strafverfahren gegen Łubowski ein.
Am 8. April 2022 erkannte der Oberste Gerichtshof von Belarus die Telegrammkanäle Nexta, Nexta Live und Luxta als „terroristische Organisation“ an und verbot ihre Aktivitäten im Land. Dies geschah auf Ersuchen des Generalstaatsanwalts von Belarus.
Nach Angaben von Puzila erhält die Redaktion Tausende von Morddrohungen. Das Büro der Redaktion wird durch Polizeibeamte überwacht.
Im Mai 2023 wurde Raman Pratassewitsch zu 8 Jahren verschärfter Lagerhaft verurteilt, unter anderem wegen angeblicher Organisation von Massenunruhen, öffentlicher Aufrufe zu Terroranschlägen, der Führung einer extremistischen Organisation (als solche ist «Nexta» in Belarus eingestuft), der Verleumdung und Beleidigung des Präsidenten sowie weiterer, ungenannter Vergehen. Gleichzeitig wurden zwei Mitangeklagte in Abwesenheit, Szjapan Puzila, der Gründer von «Nexta», und Jan Rudik, ein weiterer leitender Redakteur des Kanals, zu Lagerhaftstrafen von 20 und 19 Jahren verurteilt. Allen warf die von der Politik abhängige Justiz die Planung einer Verschwörung zur gewaltsamen Machtergreifung vor. Nur wenige Wochen nach seiner Verurteilung wurde Pratassewitsch am 22. Mai 2023 überraschend begnadigt. Eine Begründung wurde nicht genannt. Pratassewitsch wurde nach seiner Festnahme wiederholt im belarussischen Staatsfernsehen gezeigt, wo er sich von seiner oppositionellen Tätigkeit distanzierte. Angehörige gingen davon aus, dass er seine regierungsfreundlichen Aussagen in Haft unter Druck und Folter machte.

## Auszeichnungen

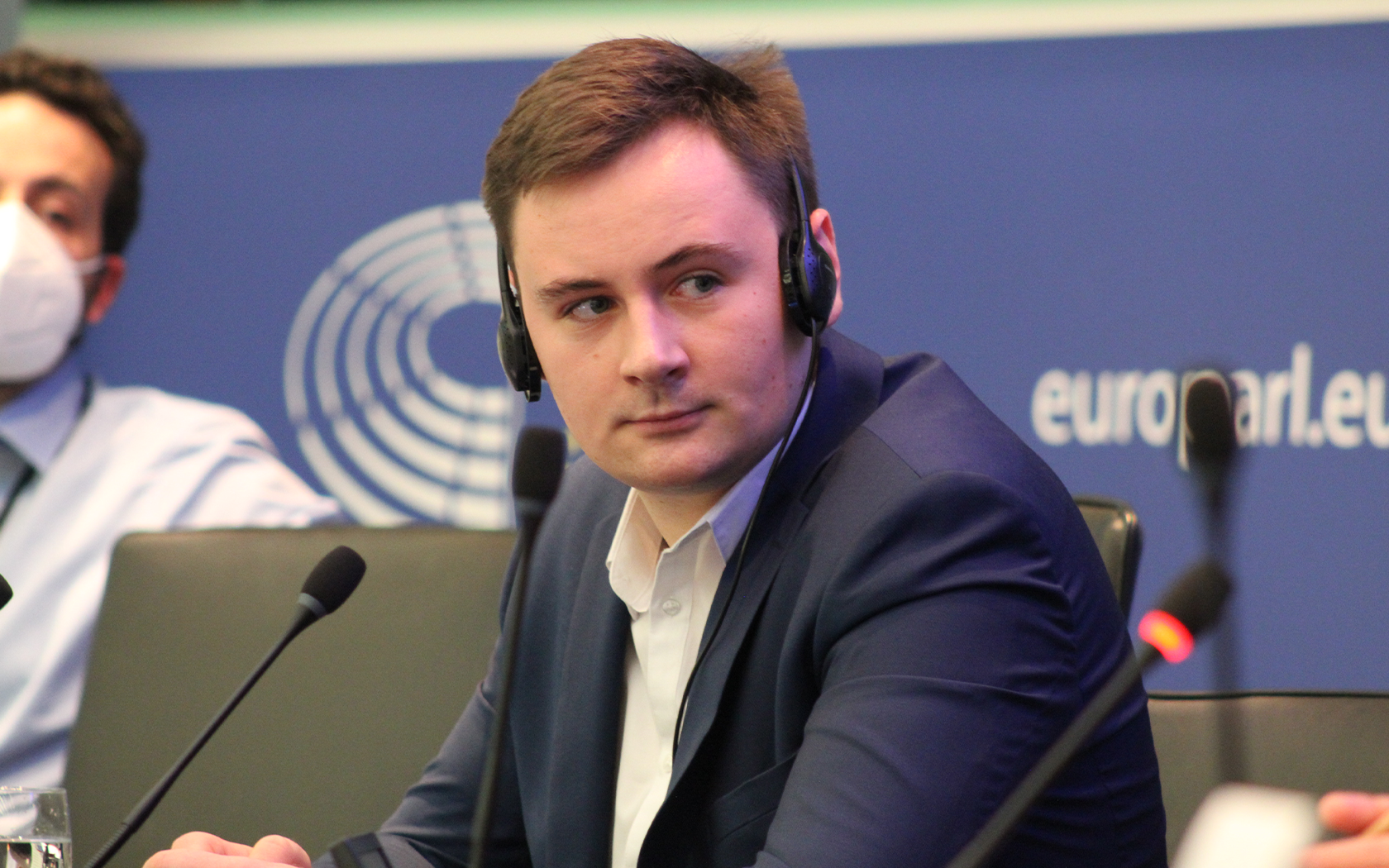
Szjapan Puzila bei der Sacharow-Preisverleihung 2020

Im April 2019 wurde Nexta mit dem Wiktar-Iwaschkewitsch-Menschenrechtspreis der Initiative Charta 97 ausgezeichnet.
Am 22. Oktober 2020 hat die Konferenz der Präsidenten des Europäischen Parlaments den diesjährigen Sacharow-Preis für geistige Freiheit (auch EU-Menschenrechtspreis genannt) an die demokratische Opposition in Belarus verliehen. Unter den Ausgezeichneten steht auch der Name des Nexta-Gründers Szjapan Puzila. Im selben Jahr erhielt das Projekt die Auszeichnung „Beruf – Journalist“ der Initiative Offenes Russland des russischen Dissidenten Michail Chodorkowski.
Im Dezember 2020 gehörte Nexta zu den Top-5-Nominierten des renommierten polnischen „Grand Press“-Award.